# وارون شارما
وارون شارما (به انگلیسی: Varun Sharma) (زاده ۴ فوریهٔ ۱۹۹۰) بازیگر هندی است.
از کارهای معروف او می‌توان به بازی در فیلم (آرجون پاتیالا، علاف‌ها، روح تلفنی، بازگشت علاف‌ها، روحی) و (علاف‌ها ۳) اشاره کرد.